# USS Lawrence (DD-8)
USS Lawrence (DD-8) – amerykański niszczyciel typu Bainbridge. Jego patronem był Captain James Lawrence.
Stępkę okrętu położono 10 kwietnia 1899 w stoczni Fore River Ship & Engine Company w Weymouth (Massachusetts). Zwodowano go 7 listopada 1900, matką chrzestną była Ruth Lawrence, wnuczka brata patrona okrętu. Jednostka weszła do służby w US Navy 7 kwietnia 1903, jej pierwszym dowódcą był Lieutenant Andre M. Proctor.
Okręt był w służbie w czasie I wojny światowej. Działał jako jednostka eskortowa na wodach amerykańskich.
Wycofany ze służby 20 czerwca 1919 został sprzedany na złom 3 stycznia 1920.